# Pabuaran (Kemang)
Pabuaran is een bestuurslaag in het regentschap Bogor van de provincie West-Java, Indonesië. Pabuaran telt 11.078 inwoners (volkstelling 2010).